# Placorhynchus tetraculeatus
Placorhynchus tetraculeatus är en plattmaskart som beskrevs av Hellwig M 1987. Placorhynchus tetraculeatus ingår i släktet Placorhynchus och familjen Placorhynchidae. Inga underarter finns listade i Catalogue of Life.